# Y Salsa festival
Y Salsa festival est un festival de musique salsa qui avait lieu tous les ans depuis 2004 à la fin du mois de juin.
Le festival se tenait au début sur les quais de la Saône à Lyon, sur l'Île Barbe, et depuis 2012 dans la salle de concert Le Transbordeur  de Villerbanne.

## Programmation

### 2014
Manolito y su trabuco

### 2011
Manolito y su trabuco, Yuri Buenaventura

### 2009
- Jeudi 25 avril 2009 (soirée de lancement "La nuit de la salsa")
  - Manolín "El Médico de la salsa"
  - Mercadonegro

### 2008
- Vendredi 27 juin
  - Septeto National de Cuba
  - Willie Colon
- Samedi 28 juin
  - Pupy y los que Son Son
  - José Alberto "El Canario" & Mercadonegro

### 2007
- Vendredi 22 juin
  -  Eddy-K & Le clan
  -  Oscar D'Leon
- Samedi 23 juin
  -  Manolito Simonet y su Trabuco
  -  Spanish Harlem Orchestra

### 2006
- Vendredi 23 juin
  -  Bonga (Angola)
  -  La Sonora Carruseles (Colombie)
- Samedi 24 juin
  -  Charanga Habanera
  -  Son Boricua avec Jose Mangual et Jimmy Sabater

### 2005
- Raul Paz (Cuba)
- The New-York Salsa All Stars (réunit l'orchestre de Celia Cruz, Mercadonegro, Alfredo de La Fé, Frankie Morales (chanteur de Tito Puente et José Alberto "El Canario")
- Maraca
- El Gran Combo de Puerto Rico

### 2004
- Africando
- Los Van Van
- Paris Salsa All Stars : Orlando Poléo, Camilo Azuquita, Alfredo Rodriguez…
- Yuri Buenaventura